# Episodi di Mystery Science Theater 3000 (undicesima stagione)
L'undicesima stagione della serie televisiva Mystery Science Theater 3000 è stata trasmessa in anteprima negli Stati Uniti d'America da Sci Fi Channel tra l'11 aprile 1999 e l'8 agosto 1999.
| nº | Titolo originale                             | Titolo italiano | Prima TV USA      | Prima TV Italia |
| -- | -------------------------------------------- | --------------- | ----------------- | --------------- |
| 1  | Soultaker                                    |                 | 11 aprile 1999    |                 |
| 2  | Girl in Gold Boots                           |                 | 18 aprile 1999    |                 |
| 3  | Merlin's Shop of Mystical Wonders            |                 | 12 settembre 1999 |                 |
| 4  | Future War                                   |                 | 25 aprile 1999    |                 |
| 5  | Blood Waters of Dr. Z                        |                 | 2 maggio 1999     |                 |
| 6  | Boggy Creek II: And the Legend Continues     |                 | 9 maggio 1999     |                 |
| 7  | Track of the Moon Beast                      |                 | 13 giugno 1999    |                 |
| 8  | Final Justice                                |                 | 20 giugno 1999    |                 |
| 9  | Hamlet                                       |                 | 27 giugno 1999    |                 |
| 10 | It Lives by Night                            |                 | 18 luglio 1999    |                 |
| 11 | Horrors of Spider Island                     |                 | 25 luglio 1999    |                 |
| 12 | Squirm (con il corto A Case of Spring Fever) |                 | 1º agosto 1999    |                 |
| 13 | Diabolik                                     |                 | 8 agosto 1999     |                 |